# Auberge
Auberge – jedenasty solowy album Chrisa Rei, wydany w 1991 roku. Największymi przebojami okazały się 3 utwory: "And You My Love", "Looking For The Summer" oraz tytułowy "Auberge", z czego dwa ostatnie były wydane jako single. Krążek znalazł się na szczycie brytyjskiej listy najchętniej kupowanych albumów w 1991 roku.

## Lista utworów
1. "Auberge" (07:19)
2. "Gone Fishing" (04:41)
3. "You're Not a Number" (05:01)
4. "Heaven" (04:13)
5. "Set Me Free" (06:55)
6. "Winter Song" (04:38)
7. "Red Shoes" (03:54)
8. "Sing a Song of Love to Me" (03:35)
9. "Every Second Counts" (05:08)
10. "Looking For The Summer" (05:04)
11. "And You My Love" (05:29)
12. "The Mention of Your Name" (03:18)

Autorem wszystkich utworów jest Chris Rea.